# Paul Busse (Politiker)
Paul Busse (* 12. September 1938 in Wilhelmshaven) ist ein Hamburger Politiker der Sozialdemokratischen Partei Deutschlands (SPD).

## Leben und Politik
Paul Busse erlangte nach kaufmännischer Lehre und Tätigkeiten bei Thyssen und Mannesmann über den 2. Bildungsweg die Hochschulreife. Anschließend absolvierte er ein Studium mit Abschluss Diplom-Handelslehrer.
Von 1971 bis 1980 war Paul Busse Geschäftsführer der SPD-Bürgerschaftsfraktion in Hamburg. Darüber hinaus war er von 1974 bis 1997 Abgeordneter der Hamburgischen Bürgerschaft. Von 1987 bis 1989 war Paul Busse SPD-Fraktionsvorsitzender als Nachfolger des späteren Ersten Bürgermeisters Henning Voscherau.
Er war von 1981 bis 2003 Geschäftsführer des Congress Centrum Hamburgs (CCH). 2002 wurde Paul Busse Vorstandsvorsitzender der Herbert und Elsbeth Weichmann-Stiftung in Hamburg. Seine Nachfolgerin dort ist Ingrid Nümann-Seidewinkel.